# Jacopo di Cione
Pour les articles homonymes, voir Di Cione.

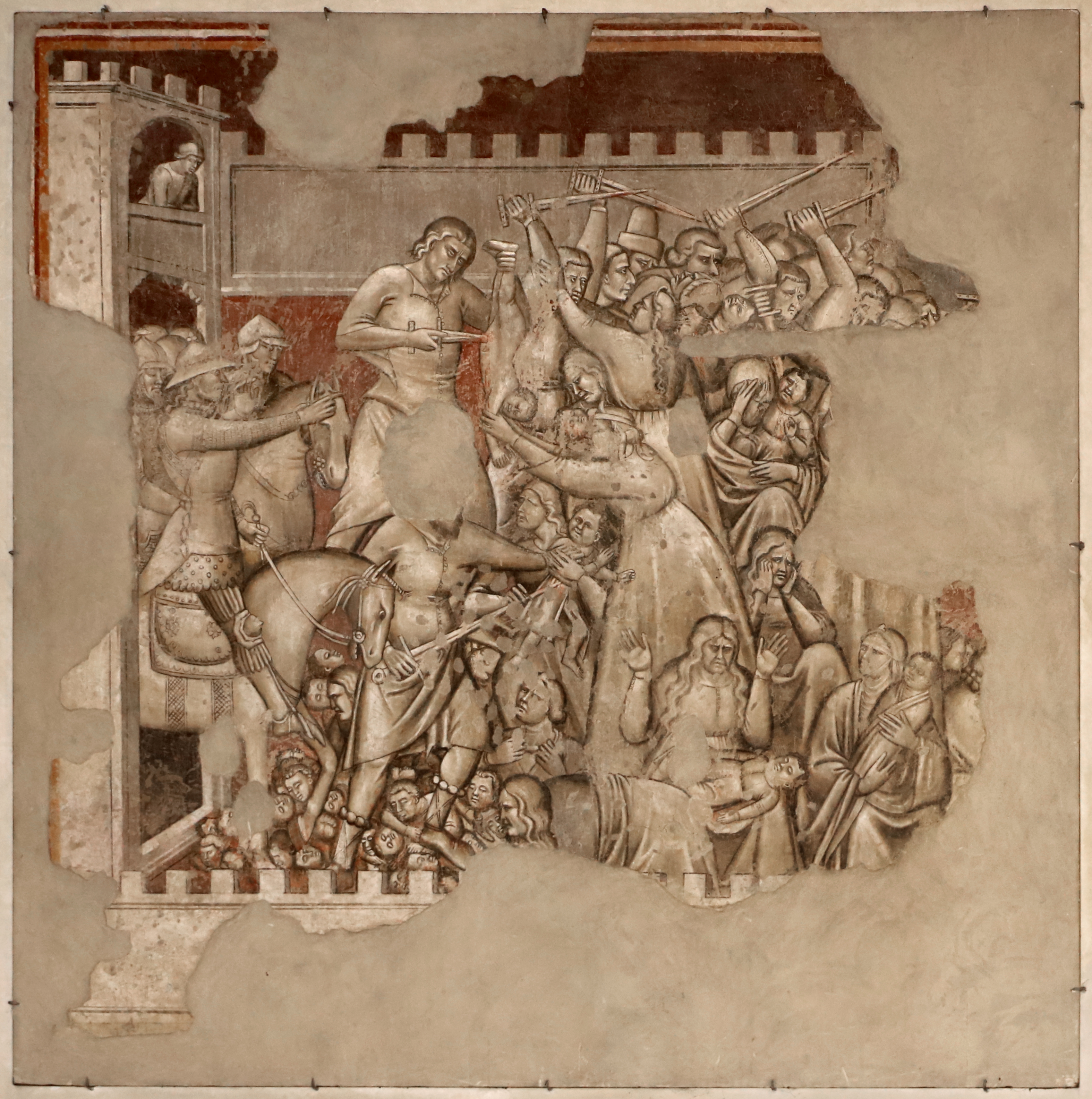
Strage degli Innocenti de l'église Santa Maria Maggiore (Florence), réalisée en collaboration avec Mariotto di Nardo

Jacopo di Cione (Florence, 1320/1330-1398/1400), est un peintre florentin du XIVe siècle.

## Biographie
Jacopo di Cione est le cadet de quatre célèbres frères florentins : Andrea Orcagna et les peintres et architectes Benci, Nardo et Matteo di Cione.
Inscrit à l'Arte dei Medici e Speziali en 1369, il devient le podestat de la corporation en 1384, en 1387 et en 1392.

## Œuvres
- Le retable de San Pier Maggiore Le Couronnement de la Vierge entourée de saints en adoration (panneau central 206 × 114 cm), de 1370-1371 à la National Gallery de Londres, lui est attribué. Il s'agit probablement d'un travail à trois mains avec Niccolo di Pietro Gerini. Son frère Nardo et son élève Niccolò di Tommaso participèrent au dessin préparatoire de ce polyptyque. Il fut démembré au XVIIIe siècle[1].
- Les fresques du palais de la chapelle du Palais de l'Art des Juges et Notaires à Florence (travaux de son atelier).
- le retable de la Crucifixion (it) de la chapelle du Palais de l'Art des Juges et Notaires, conservé à la National Gallery.
- La peinture de la Vierge et saint Matthieu, à l'église d'Orsanmichele, terminant le travail commencé par son frère Andrea Orcagna, disparu.
- Le Couronnement de la Vierge, avec les prophètes et les saints, Galleria dell'Accademia de Florence. Il provient de l'Hôtel de la Monnaie[2].
- Saint Zenobius, Museo dell Opera del Duomo
- Le couronnement de la Vierge, musée de Grenoble.